# لئوناردو پسادا
لئوناردو پوسادا پدرازا ( بوگوتا ، ۱۹ اکتبر ۱۹۴۷ -  بارانکابرمخا  ، ۳۰ اوت ۱۹۸۶ ) معلم ، سیاستمدار و رهبر اجتماعی کلمبیایی بود که عضو اتحادیه میهنی بود . او در اوت ۱۹۸۶ توسط گروه‌های شبه‌نظامی و در همدستی با عوامل دولتی ترور شد.

## زندگینامه
او فارغ التحصیل دانشکده علوم تربیتی دانشگاه ملی کلمبیا بود.  از سنین بسیار جوانی به سیاست علاقمند بود و در بخش جوانان کمونیست ( JUCO ) فعالیت می کرد.
بعدها به بارانکابرمخا نقل مکان کرد، جایی که در دهه‌های ۱۹۷۰ و ۱۹۸۰ زندگی می‌کرد  جایی که در آن به عنوان عضو شورا و یک رهبر اجتماعی برجسته بود. او رهبر هماهنگ کننده مردمی بارانکابرمخا بود و بعداً هنگامی که توسط سانتاندر به عنوان نماینده مجلس انتخاب شد به جمع پارلمانی اتحادیه میهنی (UP) پیوست.

## قتل
او در ۳۰ اوت ۱۹۸۶ توسط گروه‌های شبه‌نظامی با همدستی عوامل دولتی کشته شد و زندگی این سیاستمدار جوان و مدافع منافع مردمی را کوتاه کرد. این قتل چند روز قبل از اینکه لئوناردو در بوگوتا مستقر شود و به عنوان نماینده مجلس سانتاندر در کرسی قرار گیرد، رخ داد.
لئوناردو پوسادا اولین نفر از شبه نظامیان اتحادیه میهنی بود که ترور شد و این شروع طرح نابودی نیروهایی سیاسی چپ بود. اتحادیه میهنی در دو دهه حیات خود قربانی ترور دو نامزد ریاست جمهوری، هشت نماینده کنگره، هفتاد عضو شورا، معاون و شهردار و بیش از سه هزار مبارز و دلسوز شد. این جنایات در سال ۲۰۱۴ توسط دادستانی کل به عنوان جنایات علیه بشریت اعلام شد و به این نتیجه رسید که این جنایات طرحی است از سوی بخش‌های سیاسی در اتحاد با عوامل امنیتی دولتی، قاچاقچیان مواد مخدر و شبه‌نظامیان برای جلوگیری از افزایش جنبش‌های چپ در سیاست کلمبیا. .

## ادای احترام و قدردانی
- برای گرامیداشت یاد او، در سال ۲۰۰۴، شهردار بوگوتا، لوئیس ادواردو گارزون ، نشان لیاقت مدنی "شهر بوگوتا" را در درجه صلیب شوالیه به او اعطا کرد. "لوچو گرزن"  در بارانکابرمخا زندگی می کرد و دوستی نزدیک با پسادا داشت.[۲]
- در شهر بوسا ، مدرسه ناحیه لئوناردو پوسادا پدرازا ایجاد شد.